# 5237 Yoshikawa
5237 Yoshikawa este un asteroid din centura principală de asteroizi.

## Descriere
5237 Yoshikawa este un asteroid din centura principală de asteroizi. A fost descoperit pe 26 octombrie 1990 la Oohira de Takeshi Urata. El prezintă o orbită caracterizată de o semiaxă mare de 2,24 ua, o excentricitate de 0,10 și o înclinație de 5,1° în raport cu ecliptica.